# Isla Gooseberry
La isla Gooseberry, también conocido como Gooseberry Neck, es una pequeña isla frente a la costa histórica de Westport en Bristol County, Massachusetts, Estados Unidos.  La isla forma parte de Westport, y es el punto más meridional de la ciudad.

## Demografía
La isla Gooseberry está deshabitada, según un censo de 2010. La isla tenía residentes, escpecialmente durante los meses de verano, hasta que el huracán Carol destruyó la mayoría de los hogares de la isla.

## Geografía
La pequeña isla que más al sur de Westport y se encuentra en las costas de Westport, entre Horseneck Beach y Playa del Este. Una calzada de la carretera principal conecta parte de la isla de Westport con la isla Gooseberry. La isla se encuentra a 0,17 millas (0,27 km.), de la parte continental de Westport. La isla está a solo 6,56 millas (10,55 km.) al noroeste de la isla de Cuttyhunk en la cadena de islas de Elizabeth.